# Érable rouge
Acer rubrum
Espèce
Classification APG III (2009)
Statut de conservation UICN

 LC  : Préoccupation mineure
L'Érable rouge (Acer rubrum) est une espèce d'arbres de la famille des Sapindaceae, originaire de l’est du Canada et des États-Unis, et largement cultivé comme arbre d'ornement. Il est l'arbre-emblème de l'État de Rhode Island. Il a pour synonymes le plaine ou plaine rouge au Canada et il est parfois appelé  l’érable de Virginie en France.

## Description

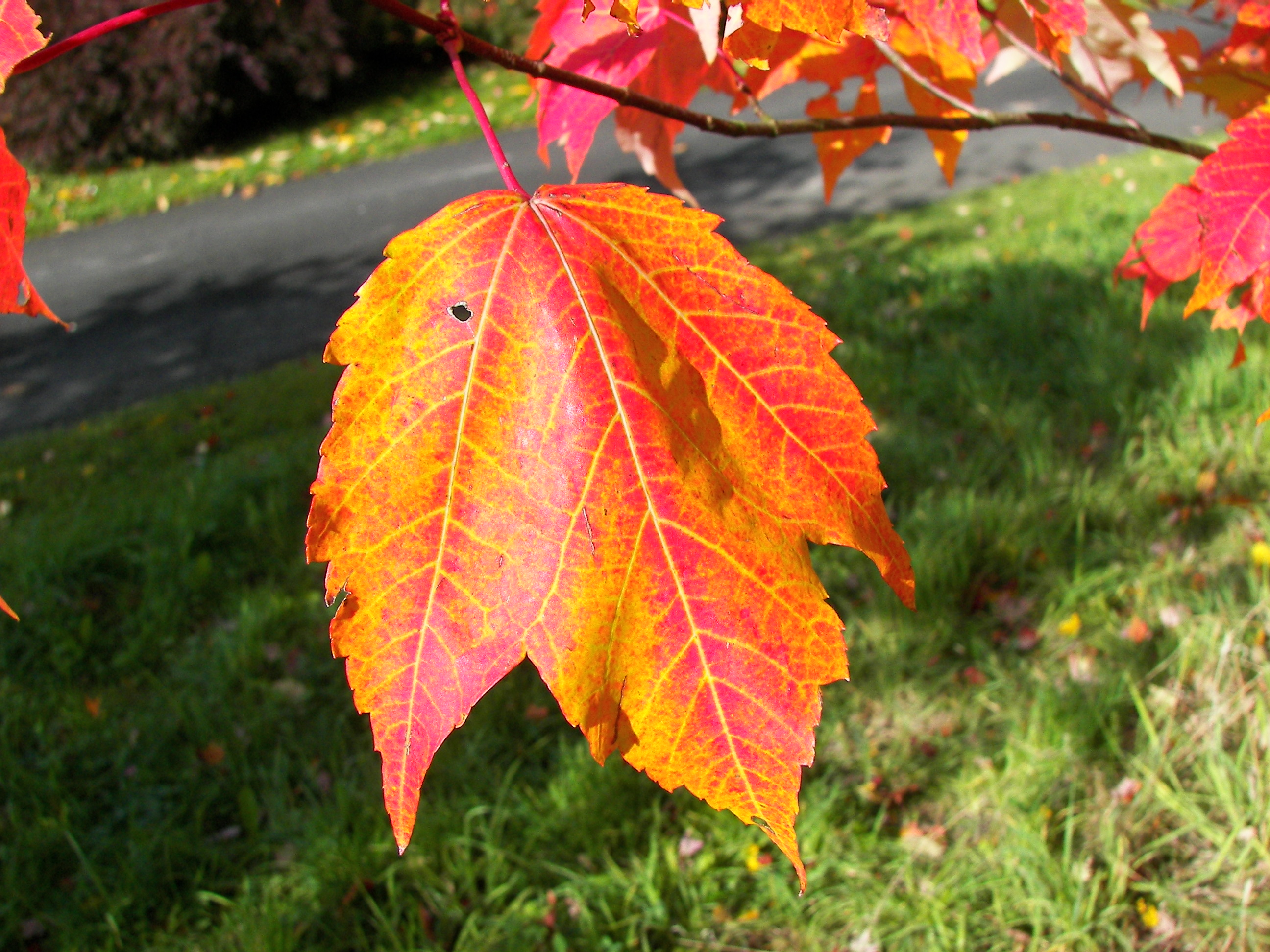
Feuille d'érable rouge en automne.

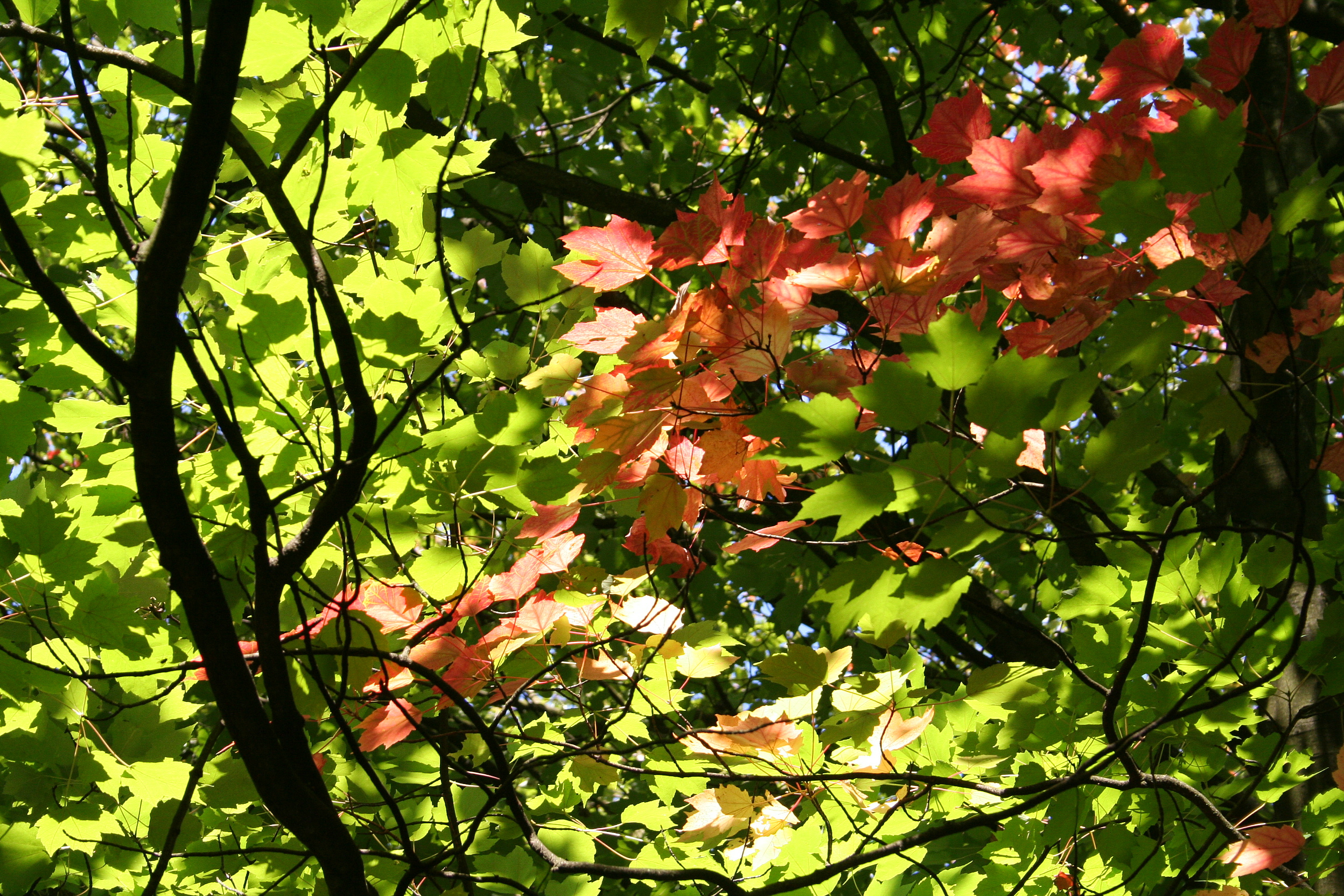
Feuilles d'érable rouge en début d'automne.

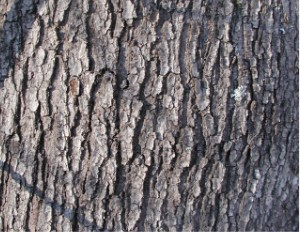
Écorce d'érable rouge à Hemingway (Caroline du Sud).

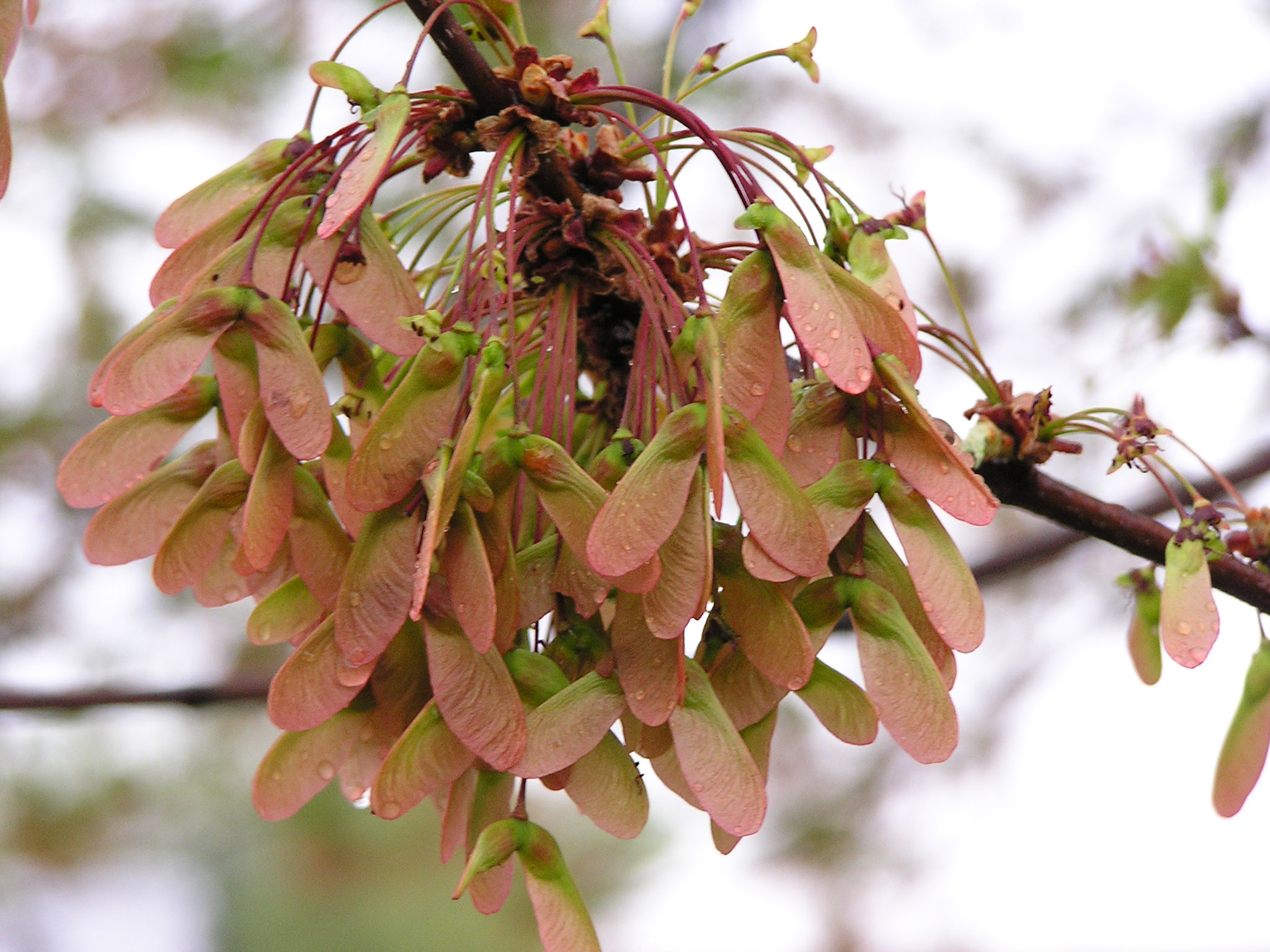
Bisamares d'érables rouges à Milford (New Hampshire) en 2004.

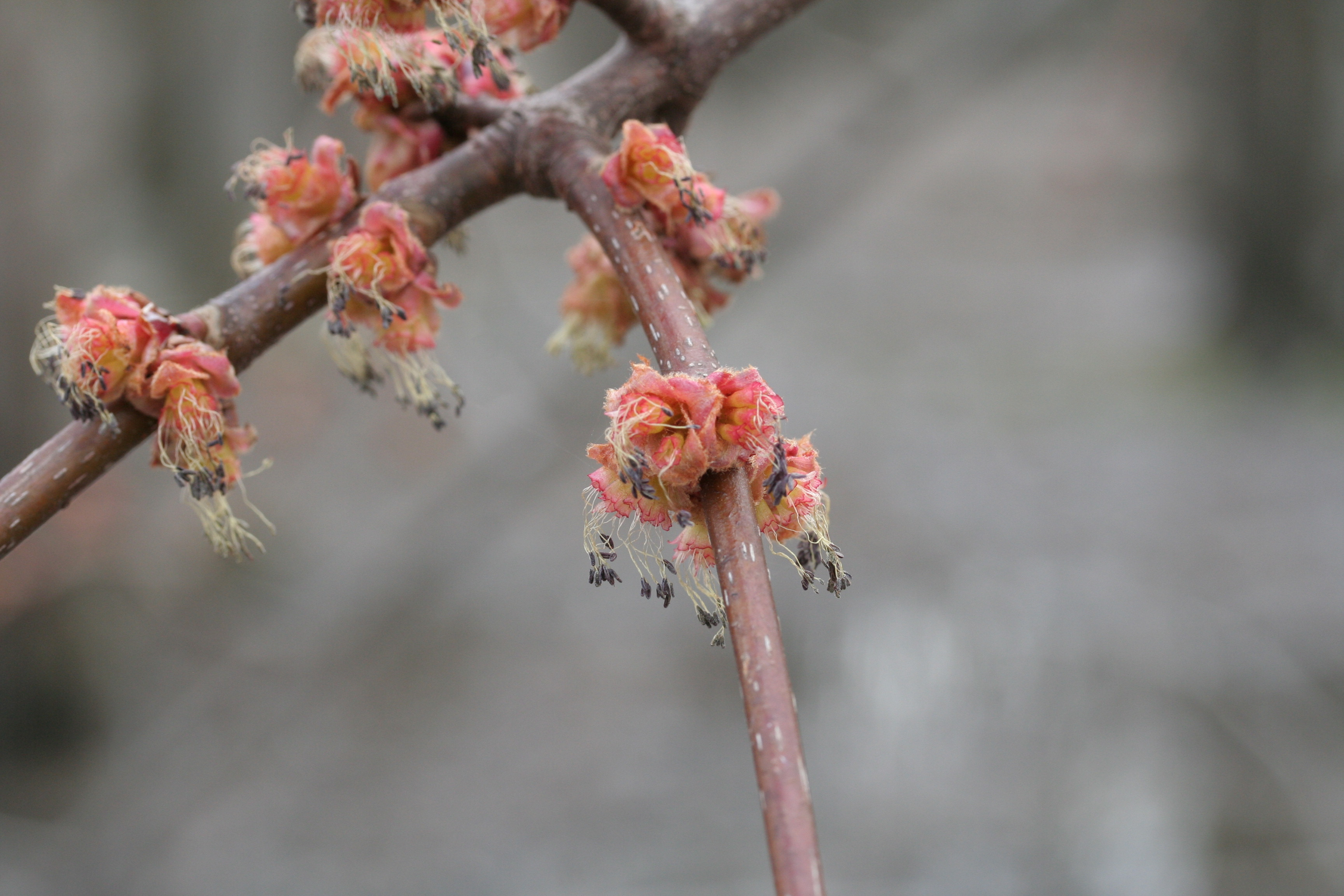
Fleurs d'érable rouge, Québec, Canada

L'Érable rouge est un arbre de taille moyenne, possédant une écorce gris foncé et lisse, pouvant atteindre des hauteurs de 15 à 30 mètres (jusqu'à 40 m), un diamètre de 0,5 à près de 2 m, et peut vivre de 100 à 200 ans, parfois plus.
Bien qu'il soit généralement assez facile à identifier, l'érable rouge est, de tous les érables d'Amérique du Nord, le plus sujet à des variations de ses caractéristiques morphologiques.
Les feuilles de l'érable rouge sont les plus aisées à distinguer de celles des autres érables. Comme chez tous les érables américains, elles sont caduques et disposées en opposition sur la tige. Elles font en moyenne 5 à 10 cm de long pour une largeur identique, et sont divisées en trois à cinq lobes irrégulièrement dentés. La face supérieure des feuilles est vert clair tandis que la face inférieure est blanchâtre. Les feuilles prennent de belles  couleurs à l'automne, du jaune à l'orange, au rouge vif, cette coloration étant plus accentuée en sol humide qu'en sol sec. La coloration automnale dépend en grande partie de la génétique de l'arbre.
Les pétioles sont habituellement rouges, de même que les rameaux.
En comparaison, les feuilles de l'espèce apparentée proche, l'érable argenté (Acer saccharinum), sont plus profondément lobées et ont presque toujours cinq lobes. Le pétiole de la feuille d'érable rouge est beaucoup plus court et d'un rouge plus vif ; les lobes sont plus trapus et les dents beaucoup plus régulières et rapprochées.
Les rameaux de l'érable rouge ont une écorce rouge à gris-brun et glabre. Des pousses naines sont présentes sur de nombreuses branches. En hiver, les rameaux portent des bouquets de bourgeons floraux. Les rameaux de l'érable rouge sont pratiquement impossibles à distinguer de ceux de l'érable argenté, sauf que ces derniers exhalent une odeur désagréable quand ils sont froissés.
Les fleurs sont unisexuées, les fleurs mâles et femelles se trouvant dans des inflorescences distinctes, sur le même arbre ou sur des arbres différents selon les régions. Les fleurs femelles (graines) sont rouges avec cinq pétales très petits. Les fleurs mâles (pollen) ne comportent que des étamines jaunes et sont portées par de courtes pousses sur les branches.
La floraison commence tôt dans l'année, après une période de 1 à 30 jours à température croissante.
Le fruit est une samare, de couleur variant du rouge au brun et au jaune. Les samares sont portées par paires (disamares) avec un angle de 50 à 60 degrés. Elles mûrissent de fin mai à début juin et demeurent sur l'arbre jusqu'au cœur de l'hiver. Selon les régions, et la génétique de l'arbre, elles peuvent avoir besoin ou non d'une stratification, par exemple au Québec dans le Haut-Saint-Laurent, en Montérégie, elles germent immédiatement, par rapport aux populations de l'Abitibi qui vont germer l'année suivante. L'érable rouge est une espèce très adaptable, ce qui lui a permis de pousser de Terre-Neuve au golfe du Mexique dans le sud-est des États-Unis.
L'Érable rouge s'hybride facilement avec l'érable argenté ; l'hybride, connu sous le nom d'érable de Freeman, Acer × freemanii, présente des caractères intermédiaires entre ceux des deux parents (croissance rapide et adaptabilité de l'érable argenté, belles colorations automnales, résistance au vent et au verglas de l'érable rouge, sans les racines invasives de l'érable argenté). Ces hybrides sont sélectionnés pour leur coloration automnale bien définie, comme Autumn blaze, qui devient rouge à l'automne.

## Distribution et habitat

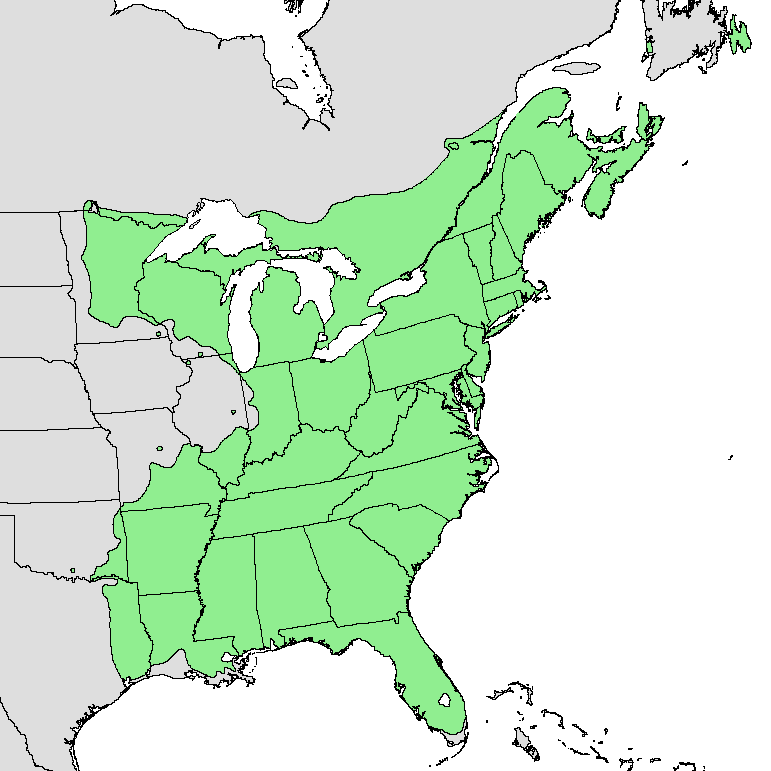
Aire de répartition de Acer rubrum

L'Érable rouge est l'un des arbres caducs les plus communs et les plus répandus dans l'Est de l'Amérique du Nord. On le trouve à l'état naturel au nord-ouest depuis le lac des Bois , à la frontière de l'Ontario et du Minnesota, jusqu'à Terre-Neuve au nord-est. Sa limite méridionale va de la Floride jusqu’à l'est du Texas et parfois même au Mexique.
L’arbre peut vivre dans des milieux naturels très différents allant des terrains marécageux jusqu’aux sols plus secs. Il tolère également une large gamme de pH, bien que la chlorose puisse l'affecter en condition de sols alcalins. Il pousse en général dans des zones dont l’altitude est inférieure à 900 mètres.
C'est la première espèce d'érable américain qui fut introduite en Europe. C'est probablement John Tradescant le Jeune qui le rapporta de Virginie dans les années 1650 dans son jardin près de Londres.

## Toxicité
Les feuilles de l’érable rouge sont très toxiques pour les chevaux. Elles comportent une toxine qui cause des problèmes aux globules rouges et qui induit une mauvaise oxygénation des cellules. L’ingestion de 700 g est déjà considérée comme toxique et l’absorption du double de la quantité est mortelle. Les symptômes apparaissent un jour ou deux après l’ingestion. Le cheval a des difficultés à respirer, les battements de son cœur augmentent. Cela peut mener au coma et à la mort. Le traitement peut passer par l’utilisation du bleu de méthylène ou de l’huile minérale ou du charbon activé afin de stopper l’absorption des toxines au niveau de l’estomac. 50 à 75 % des chevaux touchés périssent ou doivent être euthanasiés.

## Utilisation et culture

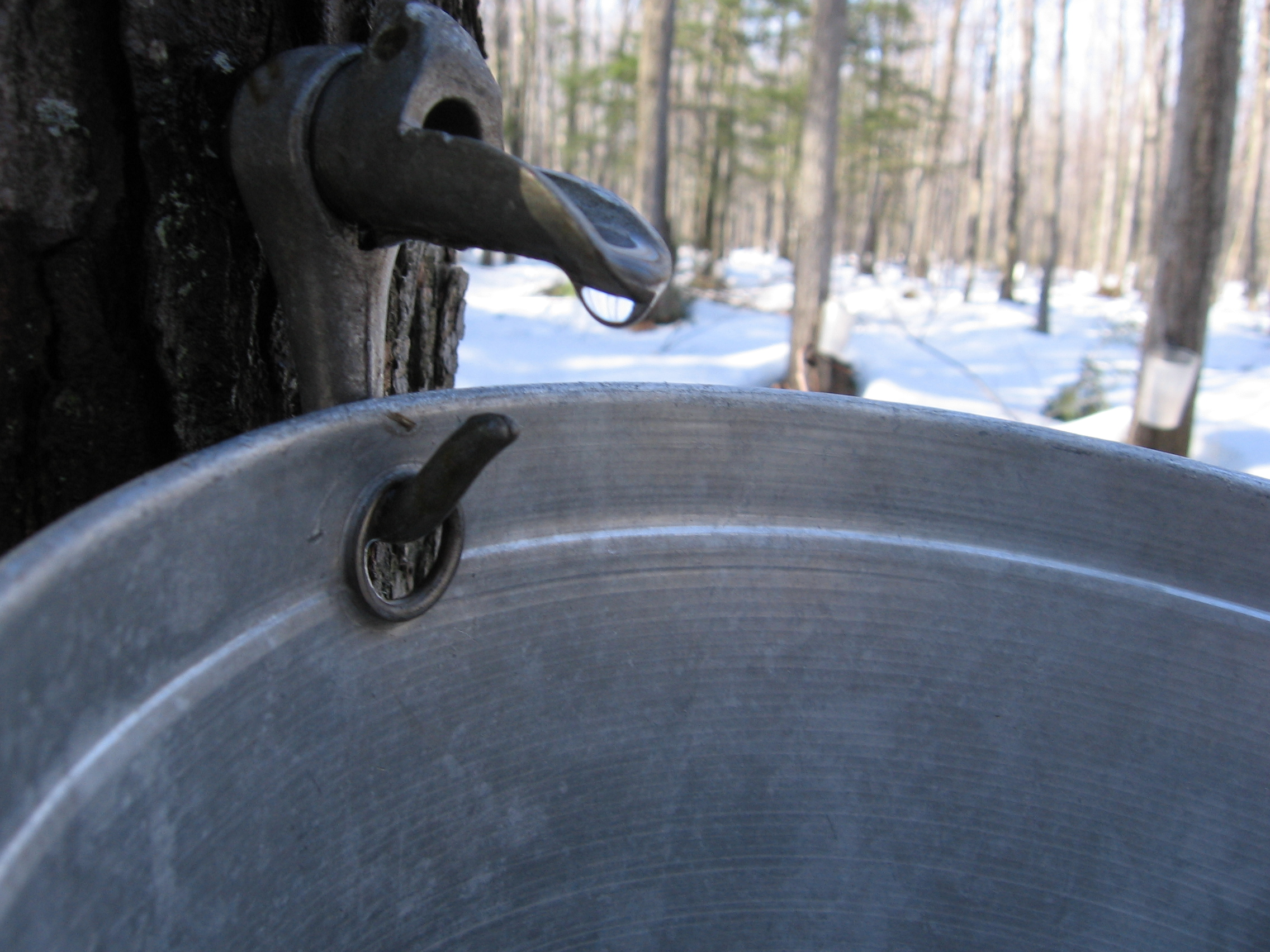
Récolte de l'eau d'érable qui une fois chauffée se transformera en sirop d'érable.

L'érable rouge est largement cultivé comme arbre d'ornement dans les parcs et les grands jardins en Amérique du Nord. C’est l'un des arbres introduits les plus communs dans les régions du nord-ouest des États-Unis. Sa popularité provient des couleurs rougeâtres de ses fleurs au printemps et de ses feuilles en automne. L'érable rouge est un bon choix comme arbre à planter dans les zones urbaines sous réserve : il préfère un sol frais, sa croissance peut stagner en sol sec, au plein soleil, dans ces conditions la croissance sera meilleure à la mi-ombre (il est cependant intolérant à l'ombre totale, contrairement à l'érable à sucre). L'érable rouge aime être entouré par d'autres arbres. Les hybrides de Freeman sont mieux adaptés aux conditions urbaines chaudes et sèches. Il est plus tolérant à la pollution de l'air que l'érable à sucre, mais moins que l'érable argenté. Cependant, il ne supporte pas les sols alcalins ou salés, ce qui peut fortement limiter son utilisation : présence fréquente de chaux ou de calcaire dans les sols urbains, due aux anciens débris de construction et aux matériaux utilisés dans les aménagements, auxquels s'ajoute le salage des voiries, quand ce n'est pas le sol naturellement calcaire due à la géologie locale.
L’arbre fut introduit en Grande-Bretagne dans les années 1650 (il apparait dans les listes d'inventaire des pépinières de John Tradescant le Jeune vers 1656) et fut rapidement cultivé ensuite pour être planté en Europe. Mais son utilisation en Europe reste bien moindre qu'en Amérique du Nord, notamment à cause des sols urbains trop souvent alcalins.
En milieu naturel, c'est un arbre de succession intermédiaire. Il se développe à l'ombre légère des essences de lumière tels le peuplier faux tremble et le bouleau gris, devient dominant par la suite, pour finalement céder la place aux essences d'ombre, souvent l'érable à sucre, le hêtre à grandes feuilles, la pruche du Canada et le bouleau jaune entre autres. S'il est éclairci trop brutalement, il peut très mal réagir avec des insolations sur le tronc, causant des zones mortes propices aux champignons, ainsi qu'une descente de cime, comme pour l'érable à sucre.
Comme l'érable argenté, il attire les écureuils, qui consomment ses bourgeons au début du printemps, bien que ceux-ci préfèrent les plus gros bourgeons de l'érable argenté.
Dans l’industrie forestière, il est considéré comme un arbre à bois de qualité mais néanmoins de moins bonne qualité que celui de l'érable à sucre. Son bois est ainsi plus tendre, plus coloré, plus difficile à travailler et il travaille plus lors de son séchage après traitement mécanique. On préfèrera employer par conséquent d’autres érables à bois plus durs pour beaucoup d’applications mais il est toutefois utilisé dans la fabrication de meubles, de palettes en bois mais également pour fabriquer du papier.
La sève de l'érable rouge, tout comme celle de l'érable à sucre, est utilisée pour produire du sirop d'érable ou du sucre d'érable. Les récentes études tendent à démontrer que le rendement des érables rouges est très similaire à celui des érables à sucre. L'érable rouge auraient tendance à produire une plus grande quantité de sève, mais légèrement moins concentré en sucre comparativement à l'érable à sucre. Il faut donc une plus grande quantité de sève pour produire un litre de sirop. Le gout du sirop de l'érable rouge est pratiquement identique à celui de l'érable à sucre.

### Cultivars
De nombreux cultivars ont été sélectionnés, souvent pour l'intensité du coloris du feuillage en automne, dont 'October Glory' et 'Red Sunset' sont parmi les plus populaires. Vers la limite de sa zone de culture, les cultivars 'Fireburst', 'Florida Flame' et 'Gulf Ember' sont préférés. De nombreux cultivars de l'érable de Freeman sont également largement cultivés, :
| - Armstrong - Autumn Blaze - Autumn Flame - Autumn Radiance - Autumn Spire | - Bowhall - Burgundy Bell - Columnare - Gerling - Morgan | - Northwood - October Brilliance - October Glory - Red Sunset - Redpointe | - Scarlet Sentinel - Schlesingeri - Shade King - V.J. Drake |

## Ennemis
Les feuilles peuvent être atteintes de galles provoquées par un acarien, Vasates quadripedes.